# Alice (モデル)
Alice  (ありす、10月24日 - ) は、女性ファッションモデル。東京出身。デザイムモデルエージェンシー所属。日本とイギリスのハーフ。

## 掲載された主な雑誌
- ゴスロリ (ブティック社)
- MISTY
- SAVVY
- InRed  (宝島社)
- リンネル（宝島社）
- 妊すぐ (リクルート)
- 赤すぐ (リクルート)
- ゼクシィ  (リクルート)
- 装苑 (文化出版局)
- mina (主婦の友社)
- ZEEL-Professional Tokyo
- 森ガールPapier  (アスキーメディアワークス)

## ムック本
- ゆかたを着ましょう (ブティック社)
- 手編み大好き‘０９－’１０　秋冬  (実業之日本社)
- はじめてのかぎ針編み (ブティック社)
- かぎ針を使って手編みのアクセサリー  (ブティック社)
- 今着たい服 (ブティック社)
- スマイルウエディング レッスンノート　ワキリエ (文藝春秋)

## CM
- イエローハット

## PV
- 東方神起/ Superstar

## WEB
- ZOZOTOWN
- glamour-sales.com
- UNIQLOOKS

## リンク
- UNIQLOOKS http://uniqlooks.uniqlo.com/#!/look/3683
- 東方神起/Superstar